# Henrik Ryti
Karl Johan Henrik Ryti, född 29 december 1916 i Helsingfors, död 15 januari 2002 i Esbo, var en finländsk ingenjör. Han var son till Gerda och Risto Ryti samt bror till Niilo Ryti. 
Ryti blev student 1935, diplomingenjör 1940 och teknologie doktor 1949. Han var ritkontorschef vid Valmet Oy:s flygmotorreparationsverkstad i Gamlakarleby 1941–1944, verkstadsingenjör vid Linnavuori motorfabrik 1944–1947, standardiseringsingenjör och teoretiker vid Tammerfors flygplansfabrik 1947–1955, vid luftkonditioneringsavdelningen 1955–1956. Han var tillförordnad professor i värmeteknik och maskinlära vid Tekniska högskolan i Helsingfors 1956–1958 och ordinarie professor där 1958–1983. 
Ryti var huvudredaktör för Tekniikan Käsikirja 1954–1965 och därefter ordförande i dess redaktionsråd . Han blev reservfänrik 1941 och ingenjörlöjtnant 1943. Han skrev Über den Einfluss der exzentrischen Anlenkung der Pleuelstange in Verbrennungsmotoren (akademisk avhandling, 1948), artiklar i Tekniikan Aikakausdehti och Tekniskt Forum 1960, 1962, kompendier och delar av Tekniikan Käsikirja (sjunde och åttonde upplagorna).
Ryti höjde den teoretiska forskningen och undervisningen i värmeteknik i Finland till en hög internationell nivå och bedrev själv en omfattande forskning, bland annat inom termodynamik och värmeöverföringslära. Inom maskinläran utvecklade han särskilt lagerteorin. På 1970-talet studerade han kärnreaktorernas teori och framlade en högklassig teoretisk utredning av deras värmetekniska egenskaper.